# Acutotyphlops
Acutotyphlops is een geslacht van slangen uit de familie wormslangen (Typhlopidae).

## Naam en indeling
De wetenschappelijke naam van de groep werd voor het eerst voorgesteld door Van Stanley Bartholomew Wallach in 1995. De slangen werden eerder aan andere geslachten toegekend, zoals Typhlops en Ramphotyphlops. Er zijn vijf soorten, inclusief de pas in 2007 beschreven soort Acutotyphlops banaorum.
De geslachtsnaam Acutotyphlops betekent vrij vertaald 'puntige blindogen'.

## Verspreiding en habitat
De slangen komen voor in delen van Azië en leven in de landen Salomonseilanden, Papoea-Nieuw-Guinea, eilanden van de Bismarck-Archipel en in de Filipijnen. De habitat bestaat uit vochtige tropische en subtropische bossen, zowel in laaglanden als in bergstreken, vochtige tropische en subtropische scrublands en hoger gelegen tropische en subtropische graslanden. Ook in door de mens aangepaste streken zoals akkers en weilanden kunnen de dieren worden aangetroffen.

## Beschermingsstatus
Door de internationale natuurbeschermingsorganisatie IUCN is aan alle soorten een beschermingsstatus toegewezen. Een soort wordt beschouwd als 'veilig' (Least Concern of LC) en vier soorten als 'onzeker' (Data Deficient of DD).

## Soorten
Het geslacht omvat de volgende soorten, met de auteur en het verspreidingsgebied.
| Naam                        | Auteur                              | Verspreidingsgebied                   | Beschermingsstatus |
| --------------------------- | ----------------------------------- | ------------------------------------- | ------------------ |
| Acutotyphlops banaorum      | Wallach, Brown, Diesmos & Gee, 2007 | Filipijnen                            |                    |
| Acutotyphlops infralabialis | Waite, 1918                         | Salomonseilanden                      |                    |
| Acutotyphlops kunuaensis    | Wallach, 1995                       | Salomonseilanden, Papoea-Nieuw-Guinea |                    |
| Acutotyphlops solomonis     | Parker, 1939                        | Salomonseilanden, Papoea-Nieuw-Guinea |                    |
| Acutotyphlops subocularis   | Waite, 1897                         | Bismarck-Archipel                     |                    |